# Kopanina (Ligota Toszecka)
Kopanina – nieoficjalny przysiółek wsi Ligota Toszecka w Polsce położony w województwie śląskim, w powiecie gliwickim, w gminie Toszek.

## Położenie
Przysiółek jest położony przy drodze Ligota Toszecka-Kotulin, przy ulicy Laura, z tego względu miejscowi błędnie mówią na ten przysiółek Laura. Przysiółek Laura znajduje się na północ od Kopaniny.